# ماريوس ستانكيفيسيوس
ماريوس ستانكيفيسيوس (بالرومانية: Marius Stan)‏ (5 يونيو 1957 بهونيدوارا في رومانيا - ) هو سياسي ولاعب كرة قدم روماني في مركز الدفاع. لعب مع نادي أوتسيلول غالاتسي وداسيا يونييرا برايلا.

## وصلات خارجية
- ماريوس ستانكيفيسيوس على موقع قاعدة بيانات كرة القدم.إي يو (الإنجليزية)